# Katy Steding

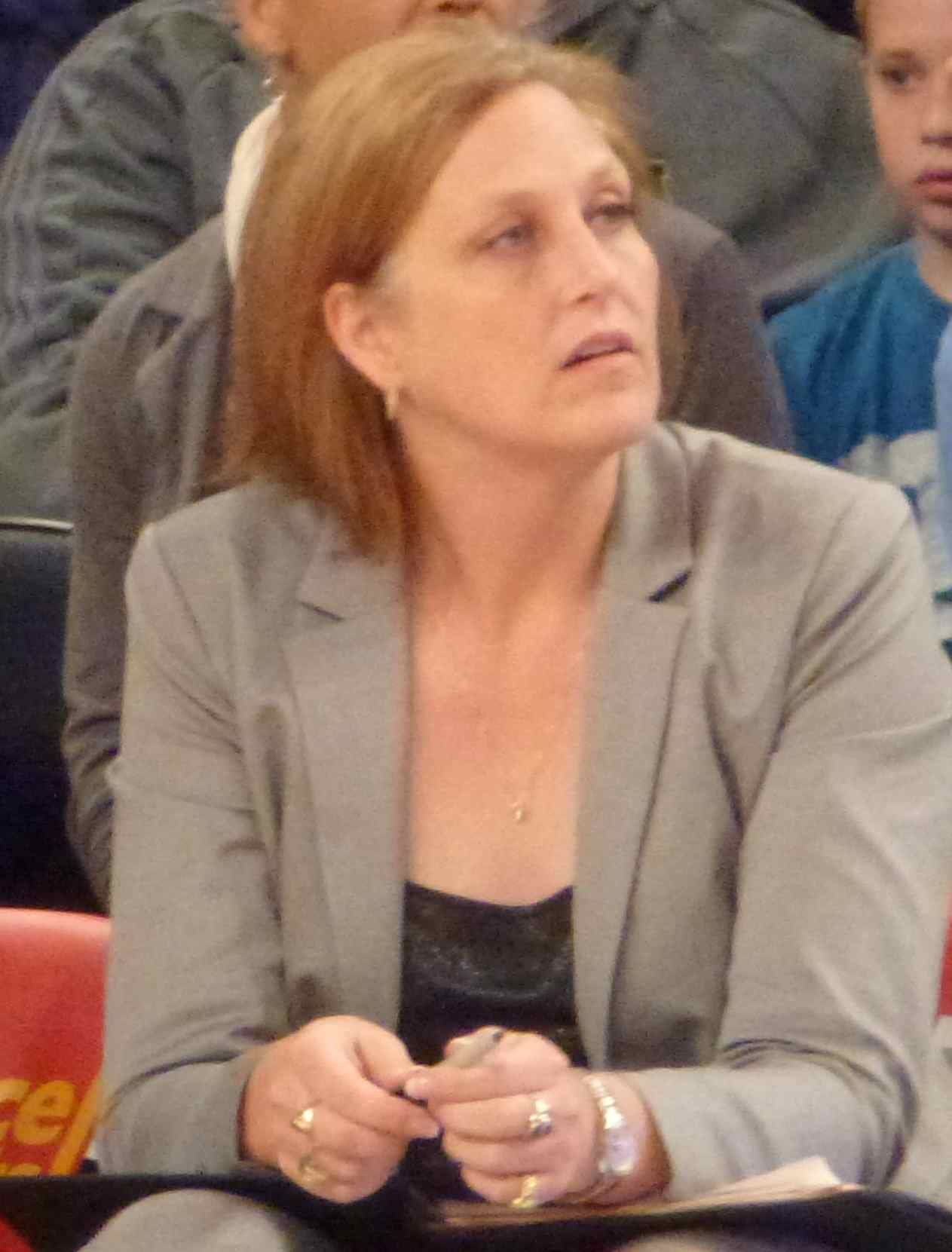

Katy Steding, född den 11 december 1967 i Portland, Oregon, är en amerikansk basketspelare som tog tog OS-guld 1996 i Atlanta. Detta kom att bli USA:s första OS-guld i dambasket i en lång segersvit som hållit i sig till idag. Under ett tidigt skede i sin karriär, innan hon platsade i det amerikanska damlandslaget, spelade hon basket i Japan och Spanien.